# Ko Jong-soo
Ko Jong-soo (ur. 30 października 1978 w Yeosu) – południowokoreański piłkarz grający na pozycji pomocnika.

## Kariera klubowa
Ko Jong-soo swoją karierę rozpoczął w klubie Suwon Samsung Bluewings w 1996 roku. Z Suwon trzykrotnie zdobył mistrzostwo Korei w 1998, 1999, 2004, Puchar Korei w 2002 oraz wygrał Azjatycką Ligę Mistrzów w 2001 i 2002 roku. W 2003 został wypożyczony na kilka miesięcy do japońskiego Kyoto Purple Sanga. W 2005 przeszedł do Chunnam Dragons. W 2005 roku przeszedł do Daejeon Citizen, gdzie zakończył karierę piłkarską w 2008 roku, nieosiągniąwszy większych sukcesów.

## Kariera reprezentacyjna
W 1997–2001 Ko Jong-soo grał w reprezentacji Korei Południowej. W 1998 pojechał z reprezentacją na mundial do Francji i wystąpił we wszystkich trzech meczach grupowych. W 2000 uczestniczył z Koreą w Igrzyskach Olimpijskich w Sydney. W 2001 uczestniczył w Pucharze Konfederacji na których zagrał w dwóch meczach. Łącznie w reprezentacji Korei Południowej zaliczył 38 spotkań i strzelił 6 bramek.